# Антони ван Левенхук
Антони ван Левенхук (хол. Antonie Philips van Leeuwenhoek; Делфт, 24. октобар 1632 — Делфт, 26. август 1723) био је холандски трговац и научник.
Познат је као „отац микробиологије“, један од „очева бактериологије“, те страствени посматрач микроскопски ситног света. Рођен је као син израђивача корпи, а са својих 16 година шегртовао је код шкотског трговца робом у Амстердаму.
Најпознатији је по изуму првог микроскопа и доприносима у развоју микробиологије. Користећи ручно израђене микроскопе, био је први човек који је посматрао једноћелијске организме, мишићно ткиво, бактерије, сперматозоиде и проток крви у капиларима. Протозое је изучавао у вези са тропским обољењима, укључујући маларију, а открио је да су бактерије узрочник колере и тетануса.
Током свог живота избрусио је око 500 оптичких сочива и створио око 400 врста различитих микроскопа, од којих данас постоји само 9. Његови микроскопи израђивани су од сребрних и бакарних металних оквира, који су причвршћивали руком брушене сочиво. Микроскопи који су сачувани до данас имају моћ повећања од чак 275 пута, али сматра се да је Левенхук поседовао микроскопе који су могли да повећавају чак и до 500 пута. Иако је у своје доба сматран дилетантом и аматером, његова су научна достигнућа невероватног квалитета.

## Биографија

### Детињство, приватни живот и каријера
Антони ван Левенхук је рођен 24. октобра 1632. године у холандском граду Делфту, као син Филипа Антонија ван Левенхука и Маргарете Бел ван дер Белх. Филип Антони је узео презиме Ван Левенхук, јер се кућа његових родитеља налазила поред капије са лавовима на углу улице (хол. Leeuwen — лавови, hoek — угао). Отац је био произвођач корпи, који је умро када је Антонију било пет година, а мајка пореклом из богате породице произвођача пива. Антони је имао четири старије сестре, Маргрит, Гертројт, Нелтге и Катарину. Након што је отац умро, мајка се удала за сликара Јакоба Јана Молајна. Десет година касније, 1649. године, умро му је и очух. Мало се зна о његовом детињству и образовању; кратко време је похађао школу у близини Лајдена, пре него што је послат да живи у Бентхојзен са својим стрицем, који је био адвокат и градски чиновник. Након тога, пет до шест година је шегртовао у Амстердаму као благајник и књиговођа у продавници Вилијама Дејвидсона, шкотског трговца тканином.
Оженио се Барбаром де Меј у јулу 1654. године, са којом је имао једну ћерку, Марију, а четворо њихове деце умрло је у раном детињству. Те године се вратио у Делфт, у коме је живео и стварао до краја свог живота. Отворио је продавницу тканине, која је пословала педесетих година 17. века. Барбара је умрла 1666. године, а Левенхук се 1671. године оженио Корнелијом Свалмијус, ћерком проповедника, са којом није имао преживеле деце. Његов статус у Делфту порастао је током наредних година, али је остао непознат ван града. Године 1660, добио је позицију вишег градског службеника — уносан и лагодан посао, са добром платом и привилегијама, али без значајне обавезе — који је обављао скоро 40 година. Девет година касније, 1669. године, Суд Холандије га је именовао за надзорника; касније је постао општински „финанс за вино“, задужен за увоз вина у град.
Ван Левенхук је био савременик још једног познатог грађанина Делфта, сликара Јоханеса Вермера. Претпоставља се да је Ван Левенхук човек приказан на два Вермерова дела с краја шездесетих година 17. века — „Астроном“ и „Географ“ — међутим, постоје тврдње да је то заправо само мала физичка сличност. Пошто су обојица били релативно важни људи у граду са само 24.000 становника, врло је вероватно да су били барем познаници. Такође, познато је да је Левенхук био извршилац тестамента, када је сликар умро 1675. године.

### Научни рад
Године 1648, Ван Левенхук је у Амстердаму замислио свој први једноставни микроскоп — лупу — којег би користили трговци текстилом, а омогућавало би им повећање до 3 пута. Ускоро је израдио једну за властиту употребу. Верује се да је око 1665. године прочитао књигу Роберта Хука, „Микрографија“, те да га је управо то подстакло на помисао да би се његов изум могао да користи при важнијим стварима од израде текстила, што му је била првобитна идеја. Почео је да размишља о употреби микроскопа у проучавању света невидљивог људском оку. Левенхук је усавршио израду сочива и микроскопа, те почео да их примењује у откривању микроскопског света. Први је успео да види структуру мишића, бактерије, као и сперматозоиде.
Након што је разрадио своју методу за израду јаких сочива и кориштења у истраживању микроскопског света, Левенхук је захваљујући познатом холандском физичару Ренеу де Графу доспео у Краљевско друштво Лондона за унапређење природних знања. Када је Друштво објавило тада револуционарни рад једног италијанског произвођача сочива у часопису „Филозофски извештаји“, Де Граф је написао писмо уреднику Хенрију Олденбергу, у ком му је објаснио како Левенхукови микроскопи „далеко превазилазе оне до сада виђене“. Као одговор, Друштво је 1673. године објавило Левенхуково писмо, које је обухватало описе његовог запажања приликом испитивања плесни, пчела и ваши микроскопом.
Упркос првобитној успешној сарадњи Краљевског друштва и Левенхука, дошло је до озбиљног неповерења. Године 1676, Краљевско друштво је довело у питање његову веродостојност, када је Друштву послао копију својих истраживања о једноћелијским организмима, за чије се постојање није знало. Тако су, упркос његовој стеченој репутацији и сарадњи са Друштвом, његови радови били примани под озбиљном сумњом. Пошто Левенхук није одступао од својих ставова и тврдњи, Друштво је послало енглеског викара, групу правника и доктора у Делфт, како би утврдили да ли Ван Левенхук и даље рационално размишља; јер, у противном, Друштво је требало да реформише своје теорије о самом животу. Коначно, 1680. године, Ван Левенхукова истраживања оправдана су у Друштву, што је резултовало његовим именовањем као важног члана и сарадника.

### Смрт и заоставштина
Касније током свога живота, написао је око 560 писама Друштву и другим научним институцијама у периоду од 50 година. Чак и кад је био на самрти, Левенхук је слао писма Друштву, која су заправо била запажања његове болести — патио је од ретке болести, неконтролисаног грчења мишића, која се сада зове Ван Левенхукова болест. Умро је са 90 година, дана 26. августа 1723. године, у свом родном Делфту, оставивши за собом открића која су подигла научна истраживања на виши ниво. Његов рад су приметили и признали и неки монарси, међу којима су Мери II од Енглеске, Петар Велики, Фридрих I од Пруске, као и многи филозофи, мудраци, лекари и свештеници тог времена.
Године 1981, британски микроскопист Брајан Форд открио је да су Левенхукови изворни узорци преживели у колекцији Краљевског друштва, те да су били изванредног квалитета и добро очувани.